# Glaxo Wellcome
Glaxo Wellcome war ein Unternehmen, das durch die Übernahme der Firma Burroughs Wellcome & Company durch Glaxo im März 1995 entstand. Im Jahr 2000 ist Glaxo Wellcome in GlaxoSmithKline aufgegangen.
Glaxo Wellcome galt als eines der zehn größten Pharmaunternehmen weltweit. Sieben seiner Produkte waren in der Top-50 der meistverkauften Medikamente.
Im Vereinigten Königreich hatte die Firma Forschungseinrichtungen in Ware und Stevenage in Hertfordshire, Greenford in London und Dartford sowie Beckenham in Kent. Zudem hatte sie Forschungszentren in North Carolina (USA) und in Japan, weitere Standorte in den USA, Europa und dem Nahen Osten waren geplant.
Fabriken standen in Ulverston in Cumbria, Barnard Castle in County Durham, Speke auf Merseyside und Montrose im Nordosten Schottlands.
Die Größe des Unternehmens geht hauptsächlich auf Sir Richard Sykes zurück, einen Wissenschaftler, der die meisten Projekte von Glaxo geleitet hat.